# Cosmotettix paludosus
Cosmotettix paludosus är en insektsart som beskrevs av Ball 1899. Cosmotettix paludosus ingår i släktet Cosmotettix och familjen dvärgstritar. Inga underarter finns listade i Catalogue of Life.